# برند اولبریخت
برند اولبریخت (انگلیسی: Bernd Olbricht؛ زادهٔ ۱۷ اکتبر ۱۹۵۶) قایقران کانو اهل آلمان بود.